# Снігурівський район
Снігурі́вський райо́н існував протягом 1930—2020 років на південному сході Миколаївської області. Районний центр: Снігурівка. 19 липня 2020 року район було ліквідовано внаслідок адміністративно-територіальної реформи.

## Загальні відомості[2]
Він займає площу 1395 кв.км. На його території 59 населених пунктів, включно з райцентром — містом Снігурівкою та 58 сіл, які підпорядковані 20 місцевим радам.
Сусідні райони:
Рельєф району переважно рівнинний з незначними перепадами в басейні річки Інгулець. Територія має загальний нахил з північного заходу до південного сходу.
Корисні копалини представлені, головним чином, нерудними родовищами — піском, глиною, бутовим камінням. Діє кілька кар'єрів місцевого значення з їхнього видобутку. Виявлено горизонти мінеральних вод хлоридно-сульфатно-натрієвого складу. У радянський час було налагоджено розлив мінеральної води під назвою «Снігірьовська». Однак на початку XXI століття виробництво припинили.
Перші відомості про поселення людей на території Снігурівщини сягають VIII-VII століть до нашої ери. Тут мешкали кімерійці, які залишили після себе багато поховань у курганах, що були насипані ще раніше іншими кочівниками. Кімерійців згодом витіснили звідси войовничі скіфи.
Територією району проходив стовповий шлях, яким рухалися з глибин Азії кочові орди. Століттями тут володарювали хозари, печеніги, половці. За часів монголо-татарської навали цей безлюдний південний край дістав назву «Дике поле».
Сучасна територія району увійшла до складу Росіїйської імперії після її війни з Туреччиною (1768—1774 рр).
З кінця XVIII століття почалася колонізація краю німцями. Сюди переселялися також державні селяни, осідали й нащадки козаків та кріпаки-втікачі з Росії, Білорусі.
В 1775 році територія району увійшла до Новоросійської губернії. У 1803 році терени, які нині складають Снігурівщину стали складовою Херсонської губернії.
У 1916 році введено в експлуатацію залізничну гілку Херсон-Миколаїв-Катеринослав (нині це Апостолове—Херсон). Снігурівка стала великою вузловою залізничною станцією.
1923 року утворено Снігурівський район, який підпорядковувався Херсонському округу.
8 жовтня 1930 року виходить перший номер районної газети «Соціалістичним шляхом».
18 червня 1931 року в районі починає працювати одна з перших в Україні машинно-тракторних станцій.
У вересні 1937 року район входить складовою частиною до новоствореної Миколаївської області.
В серпні 1941 року район було окуповано нацистською Німеччиною. За часів поневолення на Снігурівщині діяло шість підпільних груп народних мешканців. Ранньою весною 1944 року район став ареною березнігувато-снігурівської операції, в ході якої було розгромлено 13 ворожих дивізій, які входили до складу 6-ї так званної «армії месників», сформованої замість знищеної під Сталінградом.
Район звільнено від окупантів 14 березня 1944 року.
За короткий час вдалося підняти з руїн народне господарство, відновити виробництво.
1951 року в районі розпочато будівництво Інгулецької зрошувальної системи — тоді однієї з найбільших в Європі. 1956 року завершено першу чергу, яка забезпечила зрошенням 10,8 тис. га землі. 1963 року будівництво завершено. У Снігурівському та Вітовському районі ІЗС зрошує 42,6 тис. га землі.

## Промисловість
На Снігурівщині нині діє 7 промислових підприємств. Серед них зокрема ВАТ «Снігурівська машинно-технологічна станція», акціонерне товариство «Завод продтоварів», районна друкарня, харчокомбінат районного споживчого товариства, кілька будівельних і транспортних організацій, приватні олійні, хлібопекарні.
В ході реформування агропромислового комплексу на території району засновано 14 приватно-орендних підприємств. Особливо успішно працюють серед них «Зоря», «Веселий Кут», «Нібулон», «Куйбишевський», «Свобода», «Дружба». В районі зареєстровано 225 фермерських господарств.

## Населення
Населення району становить 46.6 тис. осіб. в тому числі, міського 15.1 тис.осіб. У районі мешкають представники близько 100 національностей. Переважна більшість — українці (91,3 %). Мешкає 5,6 % росіян. Решта — білоруси, поляки, молдовани, гагаузи, болгари, вірмени, азербайджанці, татари, чехи, турки-месхетинці, корейці, узбеки та інші.
Розподіл населення за віком та статтю (2001)
| Стать | Всього | До 15 років | 15-24 | 25-44 | 45-64 | 65-85 | Понад 85 |
| --- | ------ | ----------- | ----- | ----- | ----- | ----- | -------- |
| Чоловіки | 22 799 | 4681        | 3610  | 7066  | 5343  | 2049  | 50       |
| Жінки | 24 740 | 4417        | 3169  | 6518  | 6403  | 3901  | 332      |
| \| Статево-вікова піраміда \| Статево-вікова піраміда \| Статево-вікова піраміда \| \| ----------------------- \| ----------------------- \| ----------------------- \| \| Чоловіки \| Вік \| Жінки \| \| 50 \| 85 + \| 332 \| \| 90 \| 80-84 \| 369 \| \| 349 \| 75-79 \| 932 \| \| 716 \| 70-74 \| 1308 \| \| 894 \| 65-69 \| 1292 \| \| 1521 \| 60-64 \| 2086 \| \| 794 \| 55-59 \| 1177 \| \| 1387 \| 50-54 \| 1520 \| \| 1641 \| 45-49 \| 1620 \| \| 1860 \| 40-44 \| 1756 \| \| 1771 \| 35-39 \| 1691 \| \| 1627 \| 30-34 \| 1485 \| \| 1808 \| 25-29 \| 1586 \| \| 1878 \| 20-24 \| 1537 \| \| 1732 \| 15-20 \| 1632 \| \| 1934 \| 10-14 \| 1803 \| \| 1538 \| 5-9 \| 1466 \| \| 1209 \| 0-4 \| 1148 \| |        |             |       |       |       |       |          |
| Статево-вікова піраміда |        |             |       |       |       |       |          |
| Чоловіки | Вік    | Жінки       |       |       |       |       |          |
| 50 | 85 +   | 332         |       |       |       |       |          |
| 90 | 80-84  | 369         |       |       |       |       |          |
| 349 | 75-79  | 932         |       |       |       |       |          |
| 716 | 70-74  | 1308        |       |       |       |       |          |
| 894 | 65-69  | 1292        |       |       |       |       |          |
| 1521 | 60-64  | 2086        |       |       |       |       |          |
| 794 | 55-59  | 1177        |       |       |       |       |          |
| 1387 | 50-54  | 1520        |       |       |       |       |          |
| 1641 | 45-49  | 1620        |       |       |       |       |          |
| 1860 | 40-44  | 1756        |       |       |       |       |          |
| 1771 | 35-39  | 1691        |       |       |       |       |          |
| 1627 | 30-34  | 1485        |       |       |       |       |          |
| 1808 | 25-29  | 1586        |       |       |       |       |          |
| 1878 | 20-24  | 1537        |       |       |       |       |          |
| 1732 | 15-20  | 1632        |       |       |       |       |          |
| 1934 | 10-14  | 1803        |       |       |       |       |          |
| 1538 | 5-9    | 1466        |       |       |       |       |          |
| 1209 | 0-4    | 1148        |       |       |       |       |          |

Національний склад населення за даними перепису 2001 року:
| Національність | Кількість осіб | Відсоток |
| -------------- | -------------- | -------- |
| українці       | 43421          | 91,33 %  |
| росіяни        | 2676           | 5,63 %   |
| молдовани      | 394            | 0,83 %   |
| білоруси       | 344            | 0,72 %   |
| вірмени        | 152            | 0,32 %   |
| інші           | 555            | 1,17 %   |

Мовний склад населення за даними перепису 2001 року:
| Мова       | Кількість осіб | Відсоток |
| ---------- | -------------- | -------- |
| українська | 43246          | 90,96 %  |
| російська  | 3681           | 7,74 %   |
| молдовська | 212            | 0,45 %   |
| вірменська | 106            | 0,22 %   |
| турецька   | 82             | 0,17 %   |
| інші       | 215            | 0,45 %   |

## Соціальна сфера
В районі функціонує 44 загально-освітніх школи, професійно-технічне училище з підготовки механізаторів, водіїв, будівельників, кулінарів, бухгалтерів.
Медичне обслуговування здійснюють районна лікарня, поліклініка, санепідемстанція, дільнична лікарня, 4 лікарні амбулаторії та 39 фельдшерсько-акушерських пунктів.
В розпорядженні снігурівчан 37 будинків культури та клубів, 36 бібліотек.
Є кінотеатр, музична школа, будинок творчості дітей та юнацтва, станція юних техніків, дві дитячо-юнацьких спортивних школи. Серед вихованців спортшколи майстер спорту міжнародного класу, член збірної команди України з футболу Ю.Дмитрулін, чемпіон Світу з підводної стрільбі С.Нетилько, призери чемпіонату Світу і Європи В.Каляма, А.Варакса. В районному центрі споруджено стадіон на 10 тис.місць
Понад 2000 цікавих експонатів представлено в районному історико-краєзнавчому музеї.
Надають свої послуги відділення Ощадбанку, банків «Аваль», Імексбанк та «Приватбанк».
На території району зареєстровано 42 релігійні громади.

## Туризм
В Снігурівці засновано парк ім. Шевченка, кілька скверів із зонами відпочинку. Аналогічні місця для дозвілля є в більшості населених пунктів.
На території району збереглися залишки поселень та поховань епохи бронзи ІІІ — І тисячоліть до н.е.
В селі Гречанівка збереглася церква, споруджена у 1850 року. Діє храм у Галаганівці (1890), Василівці (1886).Вистояв і до цього часу успішно експлуатується залізничний міст біля села Любино, збудований у другій половині XIX століття.
В райцентрі споруджено меморіал з скульптурною групою на честь загиблим землякам фронтовикам у роки Великої Вітчизняної війни. Біля залізничної станції на постаменті встановлено танк Т-34 в пам'ять воїнам, котрі проявили масовий героїзм в ході Березнігувато-Снігурівської операції і визволенні Снігурівщини від фашистських загарбників. Пам'ятники на братських могилах загиблим бійцям і офіцерам Червоної Армії встановлено в усіх населених пунктах.

## Політика
25 травня 2014 року відбулися Президентські вибори України. У межах Снігурівського району були створені 53 виборчі дільниці. Явка на виборах складала — 53,27 % (проголосували 16 482 із 30 943 виборців). Найбільшу кількість голосів отримав Петро Порошенко — 41,53 % (6 845 виборців); Юлія Тимошенко — 13,54 % (2 232 виборців), Сергій Тігіпко — 11,50 % (1 895 виборців), Олег Ляшко — 6,08 % (1 002 виборців), Михайло Добкін — 5,67 % (934 виборців). Решта кандидатів набрали меншу кількість голосів. Кількість недійсних або зіпсованих бюлетенів — 2,26 %.

## Персоналії
- У селі Вавилове народився письменник-фантаст, член-засновник Української Гельсінкської групи Олесь Бердник (1926–2003).
- Уродженець Снігурівки Валерій Бойченко (1941— 2011) — український поет, перекладач, громадський діяч.
- Юрій Дмитрулін (1975) — український футболіст, колишній захисник київського «Динамо» та національної збірної України. Багаторазовий чемпіон України та володар Кубка України.
- Станіслав Курак (1946) зі Снігурівки — український художник, педагог, член Національної спілки художників України (1995).